# Bunkovce
Bunkovce (Hongaars: Bunkós) is een Slowaakse gemeente in de regio Košice, en maakt deel uit van het district Sobrance.
Bunkovce telt 356 inwoners.